# Krzysztof Antoni Szembek
Krzysztof Antoni Szembek herbu Szembek (ur. 25 marca 1667 we wsi Szczepanowo, zm. 6 lipca 1748 w Łowiczu) – biskup inflancki od 1711, biskup poznański 1717–1719, kujawski 1719–1739, od 1739 arcybiskup gnieźnieński i prymas Polski, referendarz duchowny w 1709 roku, archidiakon pomorski,  kanonik włocławski, kanonik przemyski w 1699 roku.

## Życiorys

### Dzieciństwo i edukacja (1667–1692)
Urodził się we wsi Szczepanowo w ziemi kujawskiej, był synem kasztelana krakowskiego Franciszka Szembeka. Odebrawszy w domu rodzinnym staranne wychowanie, wysłany został na Akademię Krakowską, a stamtąd udał się do Rzymu, gdzie studiował teologię, prawo i historię. Po powrocie do kraju został wyświęcony na kapłana w 1692.

### Kariera duchownego (1693–1711)
Był kanonikiem kilku kapituł. Wkrótce po święceniach, biskup kujawski Stanisław Dąmbski dał mu kanonię kujawską. Był deputatem duchownym na Trybunał Główny Koronny w 1695 i 1696 roku. 2 marca 1699 po rezygnacji swego krewnego, Ludwika Szembeka otrzymał po nim godność kanonika przemyskiego. W  1703 biskup warmiński Andrzej Chryzostom Załuski dał mu kanonię warmińską, a Stanisław Szembek zostawszy prymasem, udzielił Krzysztofowi prowizji na kanonię gnieźnieńską, w której instalował się 25 kwietnia 1708. W marcu 1711 Krzysztof Szembek został kanonikiem warszawskim i prawie równocześnie otrzymał prezentę królewską na proboszcza kapituły warmińskiej.
Oprócz kanonii otrzymał również opactwa. Z nadania Augusta II w 1708 został opatem komendatoryjnym benedyktynów w Mogilnie. Od 1739 był jednym z ostatnich opatów komendataryjnych benedyktynów tynieckich. Opactwo to zwyczajnie oddawano prymasom. Autor rękopiśmiennej kontynuacji dodanej do katalogu opatów tynieckich St. Szczygielskiego w „Tinecji" sławi Szembeka za to, że był łagodny, w rozmowie wesoły, otwarty w podejściu, że rządził łaskawością, a nie sprawiedliwością, że miał charakter nacechowany ojcowską miłością, przez co na zawsze pozyskał sobie serca wszystkich.
Wreszcie zgodnie ze zwyczajem panującym w ówczesnej Polsce Krzysztof Antoni Szembek był biskupem kolejno kilku diecezji: w 1710 został biskupem inflanckim po śmierci biskupa Teodora Wolfa. Sakrę biskupią przyjął 15 września 1711.

### Ambasador w Wiedniu (1713–1714)
Był ambasadorem do Wiednia (spędził tam półtora roku 1713–1714) w celu zażegnania wojny z Turcją. Miał także starać się o rękę arcyksiężniczki dla królewicza Fryderyka Augusta, spytać o sumy neapolitańskie (ponieważ Karol VI Habsburg przejął Królestwo Neapolu) i interweniować w sprawie polskich klasztorów na Śląsku. Misja miała jednak ograniczone szanse powodzenia, ponieważ cesarz Karol VI Habsburg nie mógł wybaczyć Augustowi II Mocnemu sojusz z Francją (1713). Mimo iż pomagali mu wpływowi na dworze wiedeńskim jezuici, a także poseł saski August Christoph von Wackerbarth i rosyjski Andriej Matwiejew jedynym sukcesem Szembeka była interwencja posła austriackiego w Turcji w sprawach polskich. Nie zdołał załatwić sprawy klasztorów, jako niedoświadczony dyplomata dawał sobą powodować von Wackerbarthowi i nie potrafił się przeciwstawić austriackiej grze na zwłokę pod przykrywką rozbudowanego ceremoniału dworskiego. Sprawy mariażu arcyksiężniczki i królewicza Fryderyka Augusta prowadził poważniejszy agent Augusta II jezuita, ojciec Salerno i potrzeba było jeszcze kilku lat by sprawa w pełni dojrzała.

### Lata 1715–1748
15 lutego 1716 otrzymał nominację królewską na biskupstwo poznańskie. Wybór kapituły nastąpił 16 marca tegoż roku, a ingres odbył 29 sierpnia 1717. W 1718 roku został wyznaczony senatorem rezydentem. Już 30 października 1719 przeniósł się na biskupstwo kujawskie, a w 1739 został arcybiskupem gnieźnieńskim, prymasem Polski.
Odbył z ramienia Augusta II szereg misji dyplomatycznych i był jednym z najgorliwszych popleczników katolicyzmu w walce z różnowierstwem. 
Był członkiem konfederacji generalnej zawiązanej 27 kwietnia 1733 roku na sejmie konwokacyjnym. W 1733 roku podpisał elekcję Stanisława Leszczyńskiego.. W 1735 roku podpisał uchwałę Rady Generalnej konfederacji warszawskiej. W 1736 roku został wyznaczony senatorem rezydentem.
10 lipca 1737 roku podpisał we Wschowie konkordat ze Stolicą Apostolską. W 1736 roku odznaczony Orderem Orła Białego.
Pochowany w kolegiacie Wniebowzięcia NMP i św. Mikołaja w Łowiczu.